# Paracles amaryllis
Paracles amaryllis là một loài bướm đêm thuộc phân họ Arctiinae, họ Erebidae.